# Neptune (Schiff, 1883)
Die HMS Neptune war ein Panzerschiff, das in den 1870er-Jahren für die Royal Navy gebaut wurde.

## Geschichte
Sir E. Reed konstruierte das Schiff unter dem Namen Independencia für Brasilien. Er war laut verschiedener Quellen mit der Konzeption unzufrieden und sah zu viele überholte Merkmale in den Vorstellungen der Auftraggeber versammelt, so dass die Konstruktion ungewöhnlich lange dauerte. Das Panzerschiff wurde dann 1873 auf Kiel gelegt und am 16. Juli 1874 erfolgte der Stapellauf, bei dem das Schiff steckenblieb und sich nicht mehr bewegte. Beim zweiten Versuch am 30. Juli gelang es ebenfalls nicht, das Schiff seinem Element zu übergeben, so dass der Rumpf erst am 10. September ins Wasser glitt. Allerdings war bei den Stapellaufversuchen die Rumpfbeplankung beschädigt worden, da das Schiff schon auf der Helling mit fast seiner gesamten Panzerung versehen worden war, die durch ihr Gewicht wohl auch die missglückten Stapelläufe verursachte. Die Independencia wurde anschließend zur Ile of Dogs geschleppt wo sie in der Werft der Samuda Brothers repariert wurde. Das Schiff wurde nicht an Brasilien ausgeliefert, da die britische Admiralität ihre Panzerschiffsflotte angesichts des russisch-türkischen Krieges von 1877 vergrößern wollte. So kaufte sie das Schiff und stellte es am 28. März 1883 unter dem Namen Neptune – benannt nach dem römischen Gott des Meeres – für den Einsatz in der Kanalflotte in Dienst. Am 23. Oktober 1903 rammte die Neptune auf dem Weg zum Abwracken im Hafen von Portsmouth die Victory, die dadurch fast sank.

## Technik
Das Schiff hatte eine Gesamtlänge von 91,40 m, eine Breite von 19,20 m und einen Tiefgang von 7,60 m. Die Verdrängung lag zwischen 8.964 tn.l. und 9.311 tn.l.

### Antrieb
Die Neptune war mit einer 2-Zylinder-Rumpfdampfmaschine ausgestattet, die eine Welle antrieb und insgesamt 8.832 Shp (6.496 kW) entwickelte, mit der das Schiff eine Höchstgeschwindigkeit von 14,65 Knoten (27,13 km/h) erreichte. Der Dampf wurde von acht Großwasserraumkesseln mit einem Arbeitsdruck von 2,2 bar geliefert. Das Schiff konnte maximal 670 tn.l. Kohle mitführen, was ihm bei 10 Knoten (19 km/h) eine Reichweite von 1.480 Seemeilen (2.740 km) ermöglichte. Die Besatzung des Schiffes bestand aus 541 Offizieren und Mannschaft.

### Bewaffnung
Die Bewaffnung bestand aus vier 317-mm-Vorderladergeschützen in runden Geschütztürmen innerhalb der gepanzerten Zitadelle vor und hinter den Aufbauten sowie zwei 229-mm-Vorderladerkanonen auf dem Vorschiff. Außerdem war das Schiff mit zehn 95-mm-Hinterladerkanonen und zwei 356-mm-Torpedorohren bewaffnet. Die 317-mm-Geschütze wogen 39 t und hatten bei einer Mündungsgeschwindigkeit von 480 m/s eine Reichweite von 5.900 m. Sie verschossen 367 kg schwere Granaten mit einer Kadenz von etwa 2 Schuss pro Minute. Die 229-mm-Kanonen wogen 12 t. Sie hatten bei einer Elevation von 10 Grad 57 Minuten und bei einer Mündungsgeschwindigkeit von 480 m/s eine Reichweite von etwa 4000 m. Sie verschossen 115,2 kg schwere Granaten mit einer Kadenz von 1 Schuss pro Minute.

### Panzerung
Die Neptune hatte einen Panzergürtel aus Schmiedeeisen, der sich über die gesamte Länge des Schiffes erstreckte. Mittschiffs war er 305 mm dick und verjüngte sich bis zu den Enden des Schiffes auf 229 mm. Der Gürtel reichte von 1,70 m über der Wasserlinie bis 90 cm darunter. Darüber lief ein weiterer Plankengang mit einer Stärke von 254 mm über eine Länge von 34 m und bildete mit 203 mm dicken Querschotten die gepanzerte Zitadelle. Die Geschütztürme waren zwischen 279 und 330 mm stark gepanzert und mit 330–381 mm Teakholz unterlegt. Das Schiff hatte ein gepanzertes Deck mit einer Stärke von 76 mm außerhalb und 51 mm innerhalb der Zitadelle. Der Kommandoturm war durch 152-mm- bis 203-mm-Panzerplatten geschützt.